# Комсомольський заказник
Комсомольський заказник — ботанічний заказник місцевого значення. 

## Характеристика
Об'єкт розташований на території Кам'янського району Черкаської області, квартали 3, 18, 57 Тимошівського лісництва.
Площа — 21 га, статус отриманий у 1983 році.
У трав'яному покриві зростають барвінок малий, конвалія звичайна, медунка лікарська.